# Guajajara
I Guajajara  sono un gruppo etnico del Brasile con una popolazione stimata in 19.471 individui nel 2006 (Funasa).  Sono uno dei due gruppi facenti parte del macro-gruppo storico dei Tenetehara (insieme ai Tembe).

## Lingua
Parlano la lingua guajajára (codice ISO 639-3 gub) che appartiene alle lingue tupi-guaraní. Chiamano la loro lingua ze'egete ("il buon discorso"). Guajajara significa "colui che possiede l'ornamento di piume in testa". Altro nome che utilizzano per auto-identificarsi è Tenetehára che significa "noi siamo i veri esseri umani".

## Insediamenti
Vivono nello stato brasiliano del Maranhão nelle regioni dei fiumi Pindaré, Grajaú, Mearim e Zutiua, stanziati per la maggior parte nei tre territori indigeni Araribóia, Bacurizinho e Cana Brava. Altri piccoli gruppi vivono in altri territori indigeni insieme ad altri gruppi etnici.

## Storia
Fino alla metà del XVIII secolo, i Tenetehára furono perseguitati dagli esploratori portoghesi che li catturavano nei pressi del fiume Pindaré per sfruttarli come schiavi. La situazione cambiò leggermente con le prime spedizioni dei Gesuiti tra il 1653 e il 1755. Nel 1901 i Tembe si resero protagonisti di una violenta rivolta contro un gruppo di missionari cappuccini.